# طوسون پاشا
طوسون پاشا (ترکی عثمانی: طوسون پاشا، عربی: طوسون باشا، ترکی استانبولی: Ahmet Tosun Paşa، متولد ۱۷۹۴ و متوفی در ۲۸ سپتامبر ۱۸۱۶) پسر کوچکتر محمد علی پاشا، والی مصر بین سال‌های ۱۸۰۵ و ۱۸۴۹ بود که مادرش آمنه حنیم نام داشت. او پدر عباس حلمی اول (۱۸۱۲–۱۸۵۴) بود که مادرش شاهزاده خانم پمبه قادین است. او در مقبره سلطنتی هوش الباشا در امام شافعی، قاهره، مصر به خاک سپرده شده‌است.

## زندگی
اگرچه طوسون پاشا به اندازه ابراهیم پاشا، پسر دیگر محمد علی شناخته شده نیست، اما در جنگ عثمانی-سعودی به اهمیت تاریخی دست یافت، زیرا در سال ۱۸۱۱ لشکرکشی موفقیت‌آمیز ارتش مصر در شبه جزیره عربستان را رهبری کرد.
برای فرونشاندن ناآرامی‌های ایجاد شده در آن منطقه توسط نیروهای وهابی، طوسون پاشا با موفقیت شهر مکه را بازپس گرفت و حجاز را اشغال کرد
از سوابق تاریخی چنین برمی‌آید که طوسون با وجودی که پسر بزرگ‌تر نبود، اما به تصمیم محمد علی، قرار بود میراثش به او برسد. با این حال، این آرزو محقق نشد، زیرا طوسون در سال ۱۸۱۶ - احتمالاً به دلیل بیماری - در روستای بیرینبال درگذشت و برادر بزرگترش، ابراهیم در نقش فرمانده نظامی جانشین او شد.

## میراث
چند دهه بعد، در سال ۱۸۴۸، پسر طوسون، عباس اول، نقش والی را از عموی خود ابراهیم به ارث برد و به مدت شش سال در این سمت خدمت کرد تا این که در سال ۱۸۵۴ به قتل رسید.
مسجد الابستر (مسجد محمدعلی) توسط محمد علی پاشا به یاد پسرش طوسون پاشا ساخته شد. این بنا در ارگ قاهره در مصر است که ساخت آن بین سال‌های ۱۸۳۰ و ۱۸۴۸ انجام شده‌است.